# Guido Fubini
Guido Fubini (19. ledna 1879 Benátky, Itálie – 6. června 1943 New York, USA) byl italský matematik. Zabýval se především různými oblastmi matematické analýzy, zejména diferenciálními rovnicemi, funkcionální analýzou, komplexní analýzou, variačním počtem, ale i jinými oblastmi matematiky, například teorií grup, diferenciální geometrií a dále projektivní geometrií. Po vypuknutí první světové války se přeorientoval na aplikovanou matematiku, přičemž jeho výsledky v této oblasti našly využití při studiu elektrických obvodů či akustiky.
Je známý především díky tzv. Fubiniově větě, která hovoří o výpočtu vícerozměrných integrálů pomocí více výpočtů jednoduchých integrálů a díky Fubiniho-Studyho metrice na projektivním Hilbertově prostoru.